# Vieux cimetière de Rajac
Le vieux cimetière de Rajac (en serbe cyrillique : Старо гробље у Рајцу ; en serbe latin : Staro groblje u Rajcu) est situé à Rajac, dans la municipalité de Negotin et dans le district de Bor, en Serbie. Il est inscrit sur la liste des monuments culturels protégés de la République de Serbie (identifiant no SK 342),.

## Présentation

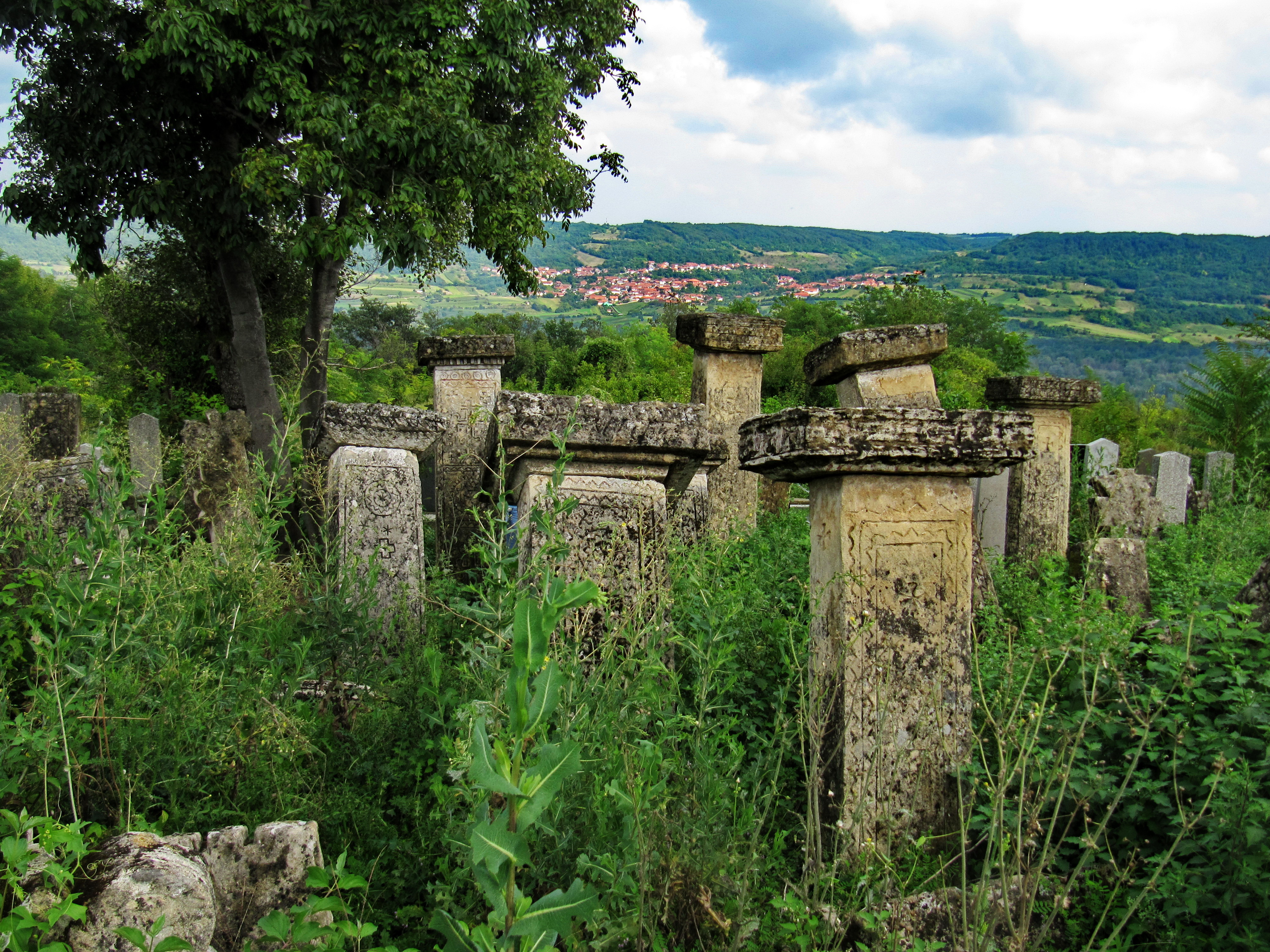
Autre vue du cimetière.

Le vieux cimetière est situé près de l'ensemble des celliers de Rajac. Il est aujourd'hui recouvert de buissons épineux et d'herbes folles.
Les pierres tombales, pour la plupart en forme de stèles, datent de la première moitié et du milieu du XIXe siècle et sont constituées de grès ; certaines d'entre elles, notamment celles qui prennent la forme d'un pied surmonté d'une sorte de chapeau, sont partiellement endommagées.

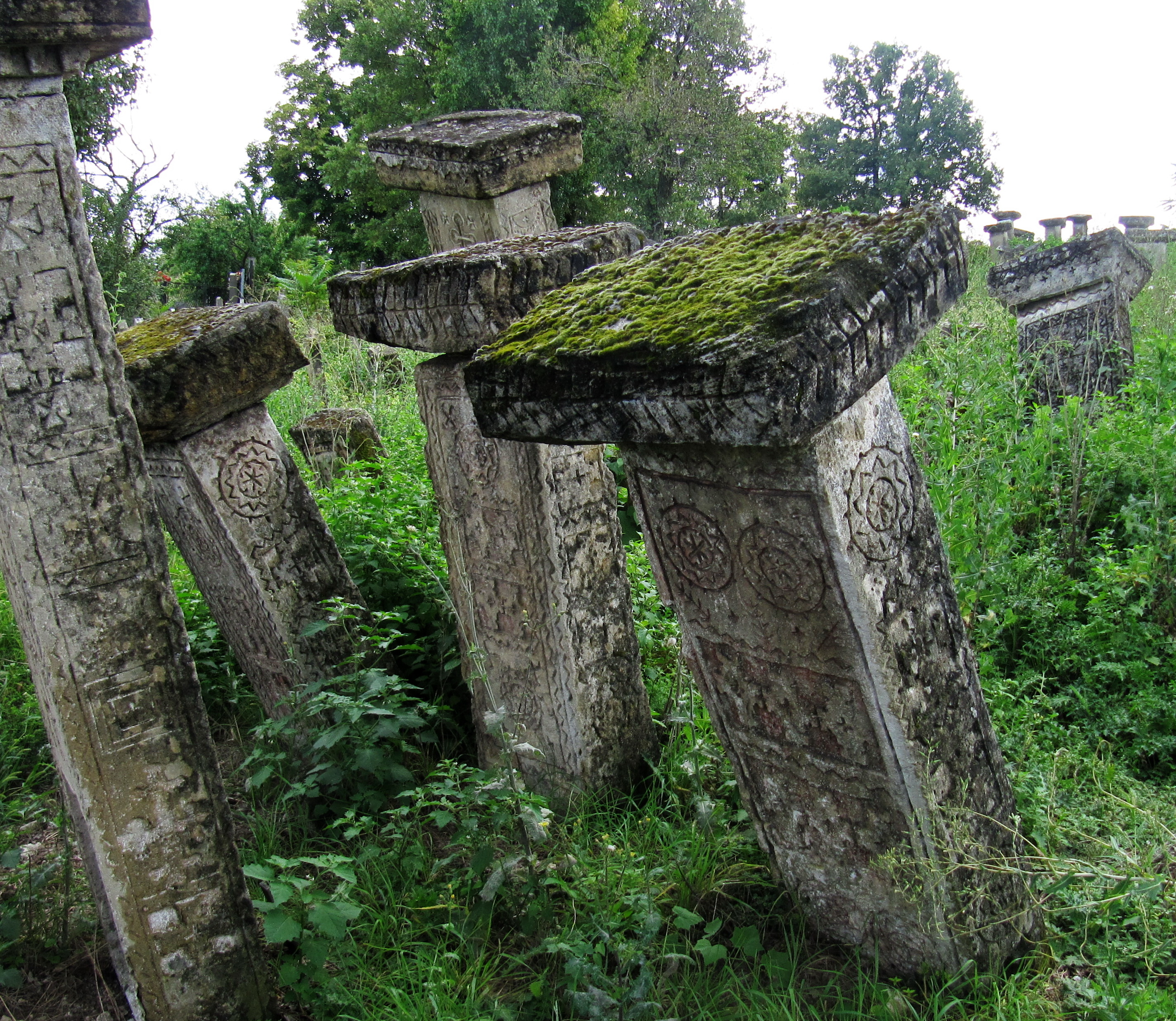
Autre vue du cimetière.